# YSY A
Alejo Nahuel Acosta Migliarini (Buenos Aires, 12 de julio de 1998), conocido artísticamente como YSY A, es un rapero, compositor, diseñador y empresario argentino.
Su trabajo en el arte comenzaría en el año 2012 cuando creó la competencia de freestyle más conocida de Argentina: El Quinto Escalón con apenas 13 años,  junto al músico y presentador Muphasa MC. En 2016 la competición se popularizó de manera desenfrenada, y se volvería la más importante de Buenos Aires además de ser cuna de muchos artistas emergentes de la escena del trap argentino. Luego de la finalización del torneo el 11 de noviembre de 2017 con un evento en el Microestadio Malvinas Argentinas, Acosta, bajo el seudónimo YSY A, decidió lanzar su carrera musical.
Aunque en el año anterior se empezó a gestar, en enero de 2018 se oficializó el inicio del supergrupo Modo diablo junto a los raperos Duki y Neo Pistea, que popularizó al género del trap en Argentina gracias a sus sencillos «Quavo» y «Trap N' Export», y el 11 de noviembre de ese mismo año lanzó su álbum de estudio debut, Antezana 247 (la mansión), que tuvo una gran recepción por parte del público y críticos. 
El 11 de noviembre de 2019, publicó su segundo álbum de estudio, Hecho a Mano. En 2020 lanzó una serie de sencillos bajo el nombre de #YSYA2020, de los cuales «Silbando» y «Un Flow de Infarto» sumaron millones de visitas en YouTube, y sacó su primer EP, el cual fue grabado en la ciudad argentina de Tigre, y se llamaría Mordiendo El Bozal. El 11 de noviembre de 2021, publicó su tercer álbum de estudio, Trap de Verdad, bajo su propio sello discográfico, Sponsor Dios. Un año después, en la misma fecha, sacó su cuarto álbum de estudio, YSYSMO, que se convirtió en su disco más exitoso a nivel comercial, teniendo el debut más grande en las listas de éxitos a pesar de no contar con sencillos ni colaboraciones. En 2023, exactamente 11 de noviembre, dónde lanza sus álbumes, lanzaría El after del after, en el que probaría con géneros muy distintos a los habituales de su carrera, probando con Techno, EDM, Guaracha, y el más raro, el Amapiano, entre otros. Este álbum representaría un cambio significativo en la carrera de Alejo. El 11 de noviembre de 2024, publicó su séptimo proyecto: Trampa al tiempo que dio a conocer en el Estadio Obras Sanitarias y presentó oficialmente en el Estadio Ferrocarril Oeste el 15 de diciembre.

## Biografía
Alejo Nahuel Acosta nació el 12 de julio de 1998 en el barrio Argentino de Villa Crespo, sus padres son inmigrantes uruguayos de la ciudad de Tacuarembó. Desde muy pequeño se vio marcado por la música, en especial el tango, el cual lo escuchaban sus padres. Y especialmente, su mamá, ya que esta cantaba en lugares, llevando a Alejo a ese entorno. Su padre es kinesiólogo, y su madre era ama de casa, estudiando en los tiempos libres para recibirse de cosmeatra, algo que lo marcó también a Alejo, el cual dice que todo se consigue trabajando. Empezó escuchando Lil Wayne, pero como no entendía inglés se orientaría más al rap mexicano, chileno y español, siendo sus mayores exponentes Cartel de Santa, ChysteMC, entre otros. También escuchaba a artistas como Don Omar, Daddy Yankee, De La Ghetto, etc
Alejo siempre quería hacer algo, y sus padres lo llevaron al centro cultural "El Eternauta" donde desarrollaban actividades relacionadas al Hip Hop, ahí aprendería a hacer BeatBox, y aprendería el solo a freestylear, probando rimas y palabras hasta perfeccionarlas. En ese momento solo existía una competencia de freestyle en Argentina, el Halabalusa, ubicada en Claypole, lugar que le quedaba muy lejos a Ysy, el cual iba con un colectivo y trenes con sus amigos a batallar. Esto fue un impulso para que Alejo, sumado a las preocupaciones de su madre por irse tan lejos, y por la lejanía del propio lugar, piense en crear una competencia él, en el Parque Rivadavia, lugar que quedaba en el centro de la ciudad, y lugar más fácil de ir para muchos raperos, así iniciaría "El quinto escalon", creando eventos en Facebook llamando a esa plaza a rapear.

## Carrera musical
Inspirado por el Halabalusa, la competencia de rap más popular de Argentina en ese momento, Alejo organizó su propio evento de freestyle por Facebook, llamado El Quinto Escalón por los cinco escalones de la escalinata a la entrada al Parque Rivadavia, plaza que estaba en el barrio donde Acosta vivía.

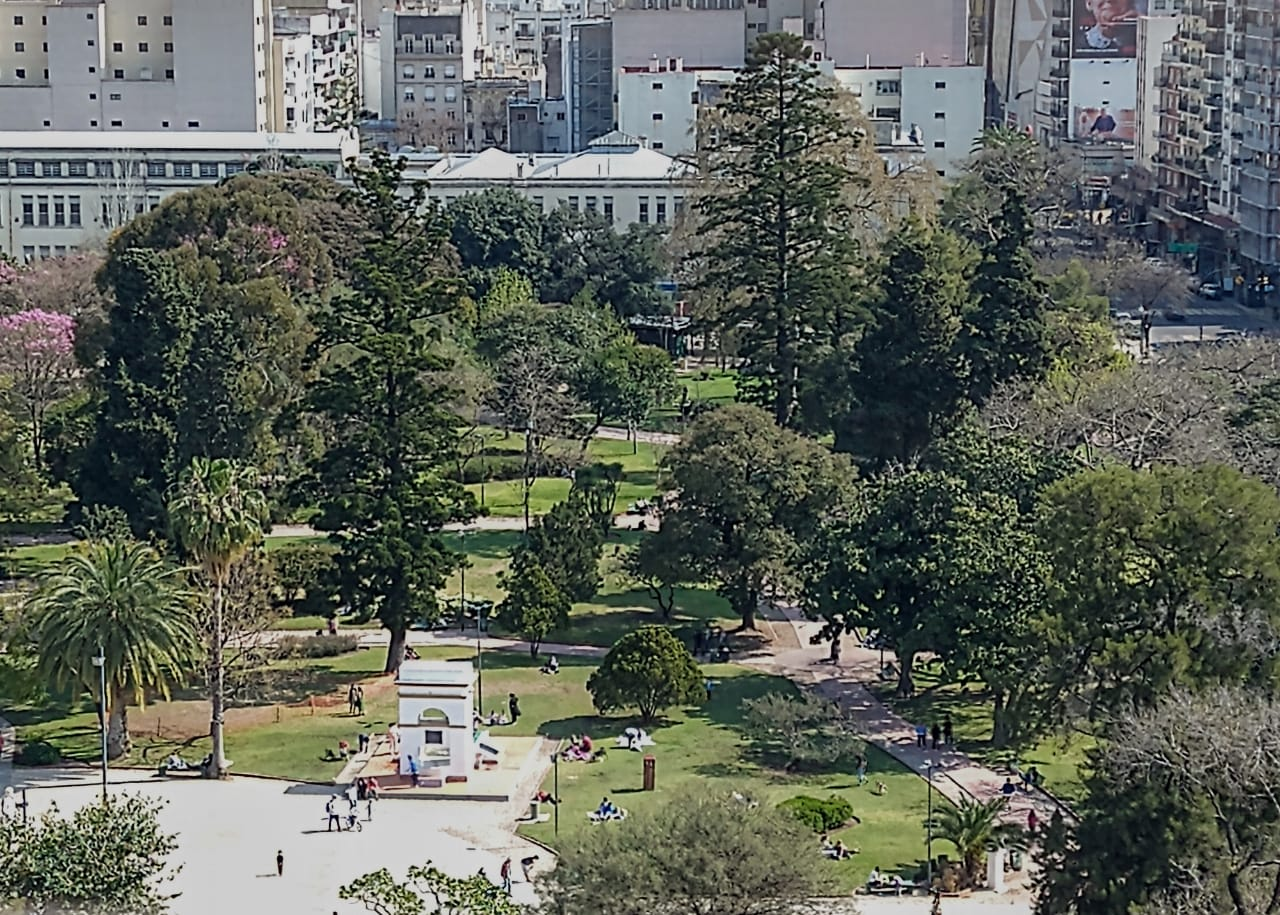
Parque Rivadavia, parque donde Acosta creó El Quinto Escalón, competencia de freestyle que duró cinco años.

El 11 de marzo de 2013 se disputó la primera fecha, de la cual no existe ningún registro. Recién en abril se disputó la segunda fecha, donde Alejo subió un vídeo promocionando el evento a YouTube. En esa fecha, se sumó Matías Berner (Muphasa), un aspirante a músico y presentador de radio, que participó de la competición y se midió con el mismo Alejo en la final, con este último resultando ganador. En la tercera fecha, se sumó el primer competidor visitante de los que usualmente iban a participar, Wolf (Damián Mansilla). En la cuarta, a Alejo se le ocurrió un formato especial, en donde un rapero debía hacer pareja con otro para enfrentar a otros dos. Allí Wolf llevó a su hermano MKS (Marcos Mansilla), uno de los raperos más destacados de Las Vegas Freestyle, otra de las competencias más renombradas del momento, y que venía de ser campeón del Halabalusa. Esto hizo que varios competidores usuales del Halabalusa empezaran a asistir al Quinto.
Finalmente, Berner se acabaría sumando a la organización del evento, y junto con Alejo, formarían una de las duplas de presentadores más icónicas de las batallas de rap en hispano. La primera idea de Muphasa fue armar un canal de YouTube donde se subiera todo el contenido relacionado al evento, como las batallas. En julio, ya era común ver competir a los mejores raperos de la ciudad de Buenos Aires. Durante esta época, Muphasa formaba parte de una banda de rap rock llamada Zulu Hip Hop Jam, inspirados en Afrika Bambaataa, que acabaría desembocando en La Cofradía de la cual Acosta acabó uniéndose.

### 2016-2017: Explosión deEl Quinto Escalóny fin del evento

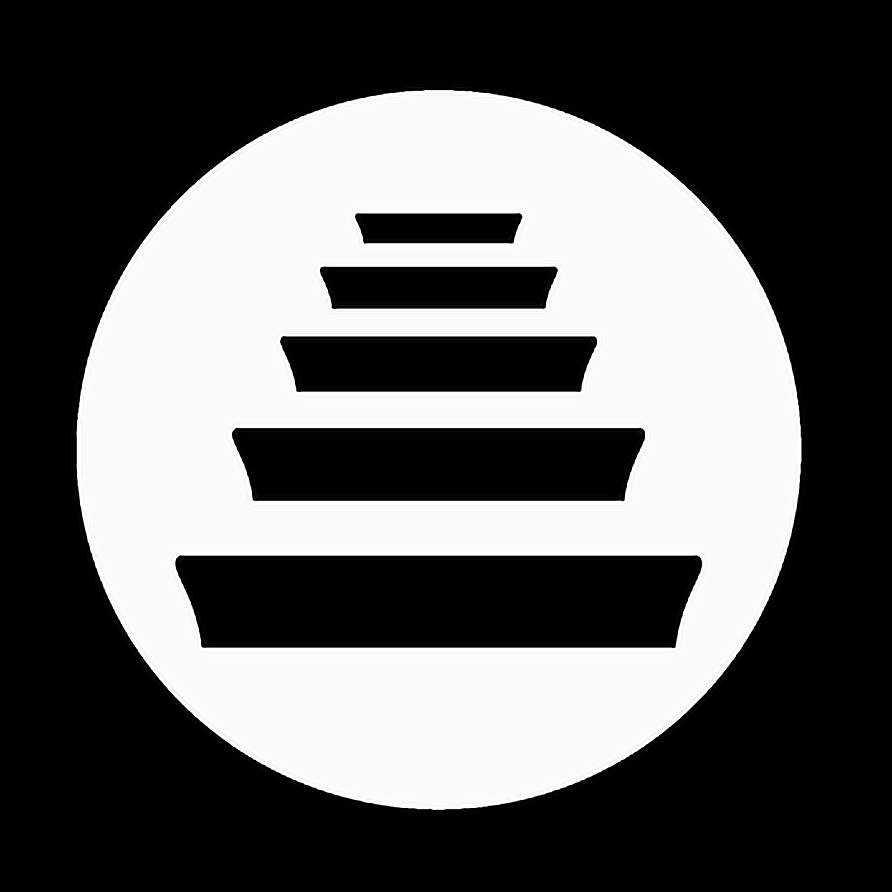
Logo de El Quinto Escalón

En 2016 la competencia iba creciendo de manera exponencial, y varios competidores que se convertirían en los artistas más destacados de la Argentina darían sus primeros pasos en el torneo, como Trueno, Duki, Lit Killah, Paulo Londra o Wos. Durante ese mismo año, La Cofradía tuvo su primer tour nacional de trap, en conjunto con KMD, la banda de Neo Pistea. El tour fue totalmente autogestionado por Acosta, que organizó los flyers y las ciudades a través de Excel. Poco a poco, Alejo empezó a apartarse de las batallas de rap para dedicarse enteramente a la música. Tres meses antes de la finalización del Quinto, Acosta, ahora bajo su nombre artístico YSY A, decidió formar un dúeto junto a Duki, al que posteriormente acabaría sumandóse Neo Pistea, y que desembocaría en el grupo Modo diablo.
Durante el verano de 2016 y 2017, Muphasa se separó de la Cofradía y el empresario Mario Pergolini le ofreció un programa de radio en Vorterix, además de ofrecerse a financiar las fechas de la plaza. Fue en 2017 que el Quinto pasó de organizarse en plazas a teatros debido a la masividad del torneo. Esto provocó que Alejo decidiera acabar con el evento por completo, al ver que estaba perdiendo su esencia. Durante este mismo año lanzó su primer sencillo en individual, acompañado del productor Veeyam, de nombre «0800». No obstante, en noviembre de ese año inauguró su propio canal musical con la canción «Dame Droga», publicada en YouTube, este título dio inicio a la carrera de trap que le daría reconocimiento nacional.

### 2018:Modo diabloyAntezana 247
Durante inicios del 2018, y debido a la explosión musical de Duki, YSY A decidió organizar otro tour autogestionado junto a un naciente grupo musical de trap que se llamaría Modo diablo. Sin embargo, el tour salió de manera inesperada, con los integrantes teniendo deudas y pidiendo dinero prestado para poder regresar de las ciudades donde estaban haciendo la gira. Durante esta época fue que lograron alquilar una localidad que denominaron "La Mansión", donde Modo Diablo grabó dos sencillos, «Quavo» y «Trap N' Export», que lograron juntos, más de 140 millones de visitas en YouTube y popularizaron el género de trap en Argentina. El 29 de marzo sacó su sencillo «Guapo» en colaboración con Duki, Neo Pistea, C.R.O y Kaktov, consiguiendo una gran repercusión al superar las 25 millones de visualizaciones en YouTube y las 20 millones de escuchas aproximadas en Spotify. El 10 de abril lanzó su sencillo en solitario más popular «Pastel con nutella» que grabó en forma de freestyle espontáneamente. El 4 de mayo se presentaron por primera vez en el Teatro Gran Rex, que fue agotado. El 22 de octubre sacó el sencillo «Vamo a Darle», una combinación entre trap y dancehall que roza el género house con una letra romántica, que alcanzó 1,4 millones de visualizaciones en su primera semana y actualmente cuenta con un aproximado de 40 millones de reproducciones en YouTube.
En las giras de principio de año junto a Modo Diablo, Acosta empezó a grabar su primer álbum debut. Antezana 247 se lanzó el 11 de noviembre de 2018, un álbum conceptual donde Acosta cuenta las vivencias y experiencias que tuvo viviendo en lo que denominaron como "La Mansión" situada en Villa Crespo junto a Duki, Neo Pistea y productores. Contó con la colaboración de Duki, Neo Pistea, Obie Wanshot y Marcianos Crew, y recibió buenas críticas. Del disco salieron los sencillos «Tamo Loco», que alcanzó el puesto 45 de Argentina en Spotify y las 10 millones de visitas en YouTube, y «Vuelta a la Luna» en colaboración con Duki, que alcanzó su pico en el puesto 33 de Spotify Argentina, posteriormente sacando el remix junto al ya mencionado rapero y junto a Neo Pistea, llegando a conseguir casi 25 millones de views en la plataforma de YouTube.

### 2019-20:Hecho a ManoyMordiendo el Bozal
El 27 de marzo de 2019 fue parte de la megacolaboración de trap del sencillo «Tumbando El Club» de Neo Pistea, que alcanzó su pico en el puesto 3 de la lista Argentina Hot 100 de Billboard, siendo considerado como el "himno del trap argentino", es el sencillo más escuchado donde participa Alejo hasta el día de hoy, más de 245 millones de views en YouTube y más de 80 millones de streams en Spotify lo convierten en un gran éxito en la carrera del rapero argentino. Durante junio y julio YSY A hizo un tour por Sudamérica llamado "Modo Demoledor Tour", en donde empezó a producir su segundo álbum de estudio. El 30 de agosto sacó su sencillo "Traje unos Tangos", que alcanzó el puesto 45 de Spotify Argentina, y cuyo videoclip fue número 1 en tendencias de Argentina. En octubre de ese mismo año se presentó en el teatro de Vorterix, haciendo agotado y presentando todos sus éxitos como «Casi un G», «Vamo a darle», «Todo de oro», «Trap N' Export», entre otros.
El 11 de noviembre de ese mismo año publicó Hecho a Mano, en donde las 11 canciones que componen el disco están producidas cada una por un productor distinto. Un disco compuesto totalmente de trap pero con ambiciones más experimentales, no contó con colaboraciones, pero tuvo una mejor aceptación crítica que su predecesor. El 8 de mayo de 2020 colaboró en el sencillo «Sin Conexión», junto a Bhavi. Entre junio y octubre sacó una serie de sencillos bajo el nombre de #YSYA2020, grabadas en su casa por culpa de la cuarentena por el COVID-19. El volumen 6, titulado «Un Flow de Infarto» contó con producción de Bizarrap.
El 11 de noviembre sacó su primer EP, Mordiendo el Bozal, producido en total por Club Hats y Yesan. El EP contó con temáticas alrededor del amor y el sexo, la critica general fue positiva. A pesar de que los seis sencillos publicados tuvieron millones de reproducciones, el artista nunca tocó el álbum en vivo. Participó de los Premios Gardel 2020, donde interpretó «Traje unos Tangos» junto a reconocidos tangueros de Argentina como Cucuza Castiello y Amelia Baltar.

### 2021-22:Trap de VerdadeYsysmo
El 27 de enero de 2021 fue parte de las «Music Sessions de Bizarrap», siendo el volumen 37, que alcanzó el puesto 17 de la lista Argentina Hot 100 y que actualmente se encuentra con más de 80 millones de reproducciones en YouTube y las 40 millones en Spotify. En abril formó parte del track «Pintao» del álbum de Duki, Desde El Fin del Mundo. El 25 de mayo formó parte del exitoso rémix del sencillo «Teca» de Asan y Bhavi junto a Midel, Neo Pistea y Rei.
El 11 de noviembre de 2021, Acosta, lanzó su tercer álbum de estudio, Trap de Verdad, el cual contiene el sencillo previamente estrenado «Oro y Platino». También el álbum contó con colaboraciones de artistas como Neutro Shorty, Alemán, Pablo Chill-E, Akapellah, El Doctor, entre otros. También Billboard Argentina lo seleccionó como el álbum de la semana. El proyecto fue presentado el 28 de noviembre de ese mismo mes en el Estadio Luna Park, su primer estadio, el cual tuvo de artistas invitados a Bhavi, entre otros.
En mayo del 2022, hizo una presentación de todos sus éxitos en el Estadio Obras Sanitarias, el show duró más de 2 horas y media y consistió en una ruleta que se mostraba en el escenario, la cual giraba y seleccionaba al azar uno de los cuatro proyectos que tiene Ysy A (Antezana 247, Hecho a Mano, Trap de Verdad y Mordiendo el Bozal), y allí tocaba un tema al azar del disco elegido. Al show asistieron más de 10.000 personas (agotado).
El 11 de noviembre de 2022, publica su quinto álbum de estudio: Ysysmo, cuyo nombre proviene de que luego de sus presentaciones en el Estadio Obras Sanitarias, vecinos reportarían un pequeño sismo en los edificios de los alrededores del estadio, esto debido al enorme pogo que se generó en la multitud. El disco contó con 12 canciones y ninguna colaboración. Cuenta con una mezcla de distintos géneros, como el tango, el trap y la electrónica. El álbum se presentó por primera vez en Plaza de la Música, Córdoba. El 2, 3 y 7 de diciembre de ese mismo año, Acosta, presentó Ysysmo en el Estadio GEBA, cada función fue para más de 18.500 personas en condición de sold-out. Además de hacer la función de su álbum también tocó éxitos que almaceno a lo largo de su carrera. El show también tuvo como invitados a los artistas Panter, Sixto Yegros, Bhavi y Obie Wanshot.

### 2023-presente:Tu dúo favorito,El after del after,Radio Club HitsyTrampa al tiempo
El 18 de febrero de 2023 se presentó en el marco del Festival Nacional de la Confluencia en Neuquén para más de 300 mil personas. Fue la presentación en vivo de Ysy A más convocante en toda su carrera. El 6 de septiembre de ese año, YSY lanzó su quinto álbum de estudio titulado Tu dúo favorito en colaboración con Bhavi, el proyecto contó con 10 sencillos y colaboraciones con Duki, DrefQuila, Milo J, Alemán y Tiago PZK. Los sencillos se centran en el género trap con colaboraciones de productores nacionales como Lobo, Halpe, Koki LS, Baxian, OroDembow, Asan, Yesan, y también con una producción del estadounidense D.A. Got That Dope.
El 21 de octubre adelantó el nombre su próximo álbum titulado El after del after y junto a él un preview de un sencillo titulado «Que asesino» en el cual se escucha el género trance psicodélico y techno. Finalmente el 11 de noviembre a las 16 horas de Argentina, publicó su quinto álbum de estudio, el cual contó con once canciones y colaboraciones con Duki, Quevedo, Lara91k, Jere Klein y Xina Mora, junto a esto anunció el inicio de la nueva gira para presentar el disco donde anuncio fechas en Mendoza y Montevideo. También el anuncio de su primer show en un estadio, precisamente el 17 de diciembre en el Estadio Tomás Adolfo Ducó. El show se aplazó para el día 19 de diciembre por condiciones climáticas, Acosta se presentó en Huracán para más de 40 mil personas con localidades agotadas y brindó un show que duró dos horas y media tocando cuarenta temas.
En abril de 2024, en medio de entrevistas anunció que tenía preparado un extended play, esto fue confirmado los primeros días de ese mes vía Instagram. El proyecto titulado Radio Club Hits sería su segundo EP, el título se debe a que lo hizo en colaboración con su productor Club Hats. El 11 de abril lanzó «Cada vez que» el primer sencillo del proyecto. El 14 de abril presentó el extended play en Madrid, España. Un día después, en una entrevista en Twitch confirmó que el 11 de noviembre de 2024 sacaría su séptimo álbum consecutivo en conjunto con la fecha. El 20 de junio hizo un único show en Mandarine Park en condición de sold-out para más de 15 mil personas. A fines de ese mes lanzó «La joya de esta era», junto a De la Ghetto, siendo esta su primer colaboración con un puertorriqueño. En la noche del 28 de octubre anunció vía Instagram el lanzamiento de su séptimo disco de nombre Trampa al tiempo, que sería estrenado el 6 de noviembre en el Estadio Obras Sanitarias y publicado el 11 de noviembre. El álbum contó con 11 sencillos y fue producido por Koki LS, Emirsito, Chiru, Baxian, Club Hats, Oniria y Naim. En esta misma fecha también anunció la presentación del disco en vivo en el Estadio Ferrocarril Oeste.

## Estilo musical e influencias
Durante su infancia, Acosta escuchaba mucho tango debido a las fuertes influencias por parte de su tío, quien era tanguero, y sus padres. Nombró entre sus principales influencias a Julio Sosa, Edmundo Rivero y Aníbal Troilo. También nombró al rock nacional como una fuerte influencia en su vida, nombrando a artistas como Los Redondos, Pescado Rabioso y Babasónicos.
El género principal de YSY A es el rap fusionado con el trap, aunque también experimentó con otros géneros como house, boombap y tango. Sus líricas hacen muchas referencias a Dios, a la vida nocturna, al amor, las drogas y el sexo. Debido a su éxito y popularidad a muy temprana edad, tanto como presentador del Quinto Escalón (uno de los mayores eventos de freestyle en habla hispana) como músico, Acosta es considerado uno de los mayores exponentes y pioneros del movimiento urbano en Argentina.

## Discografía
| Álbumes de estudio - 2018 - Antezana 247 - 2019 - Hecho a mano - 2021 - Trap de verdad - 2022 - Ysysmo - 2023 - El after del after - 2024 - Trampa al tiempo | Álbumes colaborativos - 2023 - Tu dúo favorito (con Bhavi) | EPs - 2020 - Mordiendo el bozal - 2024 - Radio Club Hits |

## Premios y nominaciones

### Premios Gardel
| Año  | Categoría(s)                             | Nominación               | Resultado | Ref.   |
| ---- | ---------------------------------------- | ------------------------ | --------- | ------ |
| 2020 | Mejor canción o álbum urbano/trap        | Tumbando el Club (Remix) | Nominado  | [ 74 ] |
| 2020 | Mejor colaboración de música urbana/trap | Tumbando el Club (Remix) | Nominado  | [ 74 ] |
| 2023 | Mejor canción o álbum urbano/trap        | Ysysmo                   | Nominado  | [ 75 ] |
| 2023 | Mejor colaboración de música urbana/trap | Sonido nativo del río    | Nominado  | [ 75 ] |
| 2024 | Mejor álbum urbano                       | Tu dúo favorito          | Nominado  |        |

### Redes Sociales
- Ysy A en X (antes Twitter)
- Ysy A en Instagram
- Sitio web oficial.

- Datos: Q107037142
- Multimedia: YSY A / Q107037142